# Bansee
Der Bansee ist ein Naturschutzgebiet in der niedersächsischen Gemeinde Hademstorf in der Samtgemeinde Ahlden im Landkreis Heidekreis.

## Allgemeines
Das Naturschutzgebiet mit dem Kennzeichen NSG LÜ 243 ist rund 18 Hektar groß. Es ist vom Landschaftsschutzgebiet „Westenholzer und Esseler Bruch“ umgeben. Das Gebiet steht seit dem 2. April 1998 unter Naturschutz. Zuständige untere Naturschutzbehörde ist der Landkreis Heidekreis.

## Beschreibung
Das Naturschutzgebiet liegt nordöstlich von Hademstorf am Rande des Hademstorfer Waldes und stellt den in einer Ausblasungsmulde eines Dünenfeldes liegenden Bansee, das an den See angrenzende Übergangsmoor und den umgebenden Kiefernbruch und Kiefernwald unter Schutz. Ein Teil der Waldflächen befindet sich im Privatbesitz. Im Norden des Naturschutzgebietes befindet sich eine kleine als Acker genutzte Fläche, an die sich eine Brachfläche anschließt.
Zum Schutz des nährstoffarmen und sauren Sees, ist die Kalkung und Düngung der Waldflächen in einem südlich an das Naturschutzgebiet angrenzenden 100 Meter breiten Streifen verboten.